# Fernando Volio Jiménez
Fernando Volio Jiménez (Cartago, 29 de octubre de 1924-San José, 21 de mayo de 1996) fue un político y diplomático costarricense.

## Biografía
Hijo de Fernando Volio Sancho, Canciller de Costa Rica de 1956 a 1957, y Arabela Jiménez Tinoco, nieta de Jesús Jiménez Zamora, Presidente de la República en tres oportunidades y Canciller de 1859 a 1860. Se casó en primeras nupcias con Blanca Bengoechea Carranza y en segundas con María Luisa Echeverría Casorla. Su hijo Fabián Volio Echeverría fue Ministro de Justicia y Gracia.

## Estudios
Se graduó de abogado en la Universidad de Costa Rica. 

## Cargos públicos
Fue Regidor de Cartago (1948-1949) y de San José (1949-1953), director de la Oficina de Asuntos Políticos Internacionales del Ministerio de Relaciones Exteriores y Culto (1955-1956), delegado de Costa Rica en la Conferencia Centroamericana de San Salvador (1955) y en la Reunión de Presidentes de América en Panamá (1956), diputado por San José (1958-1962, 1966-1970 y 1986-1990), embajador de Costa Rica en las Naciones Unidas (1962-1965), presidente de la Asamblea Legislativa (1968-1969 y 1987-1988), delegado de Costa Rica en la Conferencia especializada de la OEA sobre Derechos Humanos (1969), viceministro de Cultura, Juventud y Deportes (1971), ministro de Educación Pública (1974-1978) y presidente del Consejo Superior de Educación (1974-1977), ministro de la Presidencia (1977-1978) y ministro de Relaciones Exteriores y Culto (1982-1983).

## Actividades en Derechos Humanos
Experto de prestigio mundial en temas de Derechos Humanos, fue miembro y presidente de la Comisión de Derechos Humanos de las Naciones Unidas y miembro de la Comisión Interamericana de Derechos Humanos. Formó parte del Consejo del Instituto de Derechos Humanos René Cassin de Estrasburgo, del Consejo del Instituto Interamericano de Derechos Humanos y de otras muchas entidades. Fue relator de las Naciones Unidas para la situación de los Derechos Humanos en Chile.

## Otras actividades
Publicó varias obras sobre temas jurídicos y políticos. Fue profesor de la Universidad de Costa Rica y director de Docencia de su Facultad de Derecho. Fue rector de la Universidad De La Salle. También desempeñó altos cargos en el Partido Liberación Nacional y fue precandidato a la presidencia de la República en 1977.
| Precedido por: Franklin Solórzano Salas 1953-1958 | Diputado suplente de la Asamblea Legislativa de Costa Rica (4º puesto por San José) 1958-1962 | Sucedido por: Útlimo titular |

| Precedido por: Teodoro Quirós Castro 1962-1966 | Diputado de la Asamblea Legislativa de Costa Rica (2º puesto por San José) 1966-1970 | Sucedido por: Luis Alberto Monge 1970-1974 |

| Precedido por: Hernán Garrón Salazar 1982-1986 | Diputado de la Asamblea Legislativa de Costa Rica (1º puesto por San José) 1986-1990 | Sucedido por: Miguel Ángel Rodríguez 1990-1993 |

- Datos: Q5444960